# مايك سمريك
مايك سمريك (بالإنجليزية: Mike Smrek)‏ مواليد 31 أغسطس 1962 في ويلاند، هو لاعب كرة سلة محترف كندي سابق بدأ مسيرته الاحترافية في سنة 1985 حيث تم اختياره من قبل فريق بورتلاند ترايل بلايزرز خلال الدرافت، وحمل الرقم 52 و55 و11. يبلغ طوله 7 قدم 0 بوصة (2.1 م). اعتزل اللعب في 1997.

## فرق لعب لها
- شيكاغو بولز
- لوس أنجلوس ليكرز
- سان أنطونيو سبرز
- غولدن ستايت ووريورز
- لوس أنجلوس كليبرز

## روابط خارجية
- مايك سمريك على موقع الاتحاد الدولي لكرة السلة (الإنجليزية)
- مايك سمريك على موقع إن بي أي (الإنجليزية)
- مايك سمريك على موقع سبورتس رفرنس (الإنجليزية)
- مايك سمريك على موقع كرة السلة الأوروبية.كوم (الإنجليزية)
- مايك سمريك على موقع كلية كرة السلة في سبورتس رفرنس.كوم (الإنجليزية)
- مايك سمريك على موقع ريلجم (الإنجليزية)
- مايك سمريك على موقع بروبوليرز (الإنجليزية)